# Craig Victory
Craig Victory, né le 3 février 1980 à Adélaïde, est un joueur australien de hockey sur gazon.

## Palmarès
- Médaille de bronze aux Jeux olympiques de Sydney en 2000[1]